# Gustav Höcker

Gustav Höcker

Wilhelm Emil Gustav Höcker (* 28. September 1832 in Eilenburg; † 11. Oktober 1911 in Breslau) war ein deutscher Schriftsteller. Er ist der Bruder des Schauspielers Oskar Höcker.

## Leben
Gustav Höcker wurde in der Gemeinde Leipziger Steinweg vor Eilenburg als Sohn eines Coloristen in der Eilenburger Textilindustrie geboren. Seine Kindheit stand unter dem Eindruck einer durch die frühe Industrialisierung von sozialen Gegensätzen geprägten Zeit. Die höhere Schulbildung erhielt Höcker in Chemnitz und am damals als vortrefflich geltenden Knaben-Institut Kloschwitz.
Zunächst bis zu seinem 26. Lebensjahr als Kaufmann tätig, wandte er sich nun der Schriftstellerei zu. In der deutschen Literaturgeschichte machte er sich als Erzähler einen Namen. Da er in einer Zeit großer geschichtlicher Ereignisse aufwuchs, sind seine Erzählungen Spiegelbild des 19. Jahrhunderts. So widmete sich Höcker in seinem schriftstellerischen Schaffen unter anderem dem Leben bedeutender Musiker wie Beethoven, Haydn und Mozart, aber auch Schauspielern und Politikern sowie Kriminalromane. Als Vorbilder dienten ihm Charles Dickens, aber auch Karl Gutzkow und Ferdinand Stolle als unmittelbarer Förderer. Höcker lebte lange Zeit in Karlsruhe. Seinen Lebensabend verbrachte Gustav Höcker im schlesischen Breslau. Als Höcker dort mit 79 Jahren starb, hinterließ er ein außerordentlich umfangreiches Werk.

## Werke
- Höcker, Gustav: 1870 und 1871. Zwei Jahre deutschen Heldenthums. Glogau: Flemming, 1872. – Digitalisierte Ausgabe der Universitäts- und Landesbibliothek Düsseldorf.
- Höcker, Gustav: Geld und Frauen. Erzählungen. Jena: Hermann Costenoble, 1867. – Digitalisierte Ausgabe der Bayerischen Staatsbibliothek.
- Peter Simpel. Nach der Erzählung von Kapitän Marryat neu für die Jugend bearbeitet von Gustav Höcker. Mit zwei Abbildungen. Verlag: Gebr. Kröner, Stuttgart [1882], OCLC 162895554